# Lavertezzo
Lavertezzo és un municipi del cantó de Ticino (Suïssa), situat al districte de Locarno.